# Ouillen
Ouillen (em árabe: ويلان) é uma comuna localizada na província de Souk Ahras, Argélia. De acordo com o censo de 2008, a população total da cidade era de 6 544 habitantes.